# Passo Corese
Passo Corese is een plaats (frazione) in de Italiaanse gemeente Fara in Sabina.